# Диас, Кэмерон
Кэ́мерон Мише́ль Ди́ас (англ. Cameron Michelle Diaz; род. 30 августа 1972[…], Сан-Диего, Калифорния) — американская актриса и модель. Стала известной в 1990-х годах после роли в фильме «Маска». Была номинирована на «Золотой глобус» за роли в фильмах «Все без ума от Мэри», «Ванильное небо», «Банды Нью-Йорка» и «Быть Джоном Малковичем».

## Биография
Кэмерон Диас родилась 30 августа 1972 года в городе Сан-Диего штата Калифорния, была младшим ребёнком в семье Билли Диас (урождённой Эрли), наполовину немки, наполовину англичанки с корнями индейцев племени Чероки, и Эмилио Диаса (1949—2008) — кубинца, родившегося в США. Мать работала агентом по импорту и экспорту, отец работал в нефтяной калифорнийской компании UNOCAL более 20 лет.
И Кэмерон, и её старшая сестра Шимен слушали тяжёлую музыку, проводили всё время с местными парнями и могли постоять за себя. Музыкальные пристрастия дочери мать воспринимала спокойно и ходила с ней на концерты Оззи Озборна, Metallica и Ван Халена.
Кэмерон всё своё детство провела в городе Лонг-Бич и училась в Long Beach Polytechnic High School. Её одноклассником был рэпер Снуп Дог.
В детстве у Кэмерон дома были кошки, мыши, птицы, змеи; она мечтала стать зоологом, а о карьере актрисы в то время не задумывалась.

## Карьера

### 1990-е
В шестнадцать лет Диас начала работать моделью, в том же возрасте она подписала контракт с агентством Elite Model Management. Весь следующий год Кэмерон ездила по миру на съёмки таких компаний, как Calvin Klein и Levi’s. А в семнадцать впервые появилась на обложке июльского номера журнала Seventeen в 1990 году. В 1991 году Диас провела три месяца на съёмках рекламы «Кока-колы» в Сиднее.
В 1992 году, в возрасте девятнадцати лет Кэмерон приняла участие в съёмках рекламы кожаного нижнего белья S&M топлесс для итальянского журнала Max, фотографом был Джон Раттер, а продюсером Клиффорд Райт. Фото и видео не были опубликованы. В 2003 году перед выходом фильма «Ангелы Чарли: Только вперёд» Раттер предложил Диас выкупить фото и видео с её участием топлесс за 3,5 миллиона долларов. Он заявил, что предлагает ей первое право отказа; она расценила это как попытку шантажа и подала на него в суд. В июле 2004 года тридцатиминутное видео той самой фотоссесии, названное She’s No Angel было опубликовано на российском веб-сайте. Раттер отрицал свою причастность к этому. Так или иначе, 26 июля 2005 года Раттер был осужден за попытку крупной кражи, подделку документов и лжесвидетельство. 16 сентября 2005 года Раттер был приговорен к более чем трем годам лишения свободы.
В двадцать один год Диас прошла прослушивание на роль знойной джазовой певицы Тины Карлайл в фильме «Маска». Прийти на прослушивание Кэмерон посоветовала работница агентства Elite, к которой обратились продюсеры фильма. После того, как Диас получила роль, она начала ходить на курсы актёрского мастерства, так как у неё не было опыта в этой сфере. Фильм «Маска» вошёл в десятку самых кассовых фильмов 1994 года, а Кэмерон стала общепризнанным секс-символом.
После оглушительного успеха в кино Диас стали поступать предложения от режиссёров. В 1996 году вышло четыре независимых фильма с Кэмерон в главной роли: «Последний ужин», «Чувствуя Миннесоту», «Только она единственная» и «Как удержаться на плаву». Она также входила в актёрский состав фильма «Смертельная битва», но отказалась от съёмок, так как сломала руку во время репетиции. В 1997 году Диас сыграла роль соперницы героини Джулии Робертс, обеспеченной невесты спортивного журналиста и лучшего друга героини Робертс в фильме «Свадьба лучшего друга». Фильм был признан лучшей романтической комедией всех времен.
В 1998 году Кэмерон сыграла главную роль в фильме «Все без ума от Мэри». Критики восторженно приняли Диас как актрису.

### 2000-е
В киноадаптации «Ангелы Чарли» Диас, Дрю Бэрримор и Люси Лью сыграли трио сыщиков в Лос-Анджелесе. Фильм стал одним из самых кассовых фильмов 2000 года, собравший 264,1 миллиона долларов. В 2001 году Кэмерон сыграла в независимой драме «Невидимый цирк» роль девушки-хиппи, покончившей с собой в 1970-х годах, а в следующем году вышла мелодрама «Ванильное небо», в котором Диас играла роль бывшей девушки тщеславного магната, Дэвида Эймса. Картину ждал оглушительный успех и восторженные отзывы критиков. Газета Los Angeles Times назвала игру Кэмерон «убедительным воплощением сумасшедшей чувственности». Газета The New York Times описала игру Диас, как «свирепо-эмоциональный спектакль», а издание San Francisco Chronicle отметила, что «самая яркая героиня была у Кэмерон Диас, чьё фатальное влечение было душераздирающим и ужасающим одновременно». За эту роль Диас получила номинации на премии «Золотой глобус», SAG Awards, Critics' Choice Awards и другие.

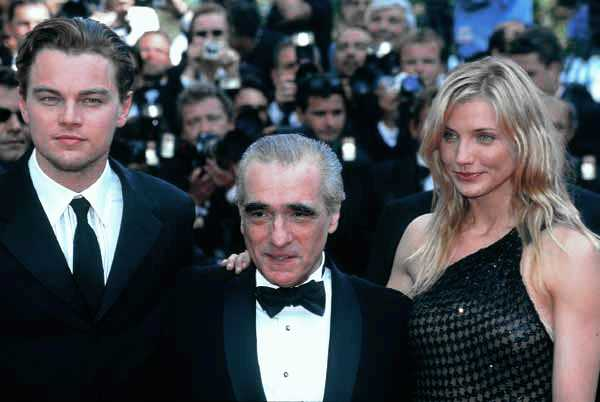
Диас в 2002 году на Каннском кинофестивале с Мартином Скорсезе и Леонардо Ди Каприо представляет фильм Банды Нью-Йорка

В 2001 году Кэмерон озвучила принцессу Фиону в мультфильме «Шрек». За эту роль она получила 10 миллионов долларов. В 2002 году выходит фильм «Милашка», в нём Диас сыграла роль одинокой женщины, которая учится сама добиваться мужчин, до того как встретила своего единственного.
Позже в 2002 году выходит историческая драма Мартина Скорсезе под названием «Банды Нью-Йорка», действия картины происходят в середине девятнадцатого века, в Нью-Йорке. Диас досталась роль карманницы-мошенницы и возлюбленной персонажа Леонардо Ди Каприо. Во всём мире фильм собрал в общей сложности 193 миллиона долларов США и был тепло принят критиками.
В 2005 году выходит комедийная драма «Подальше от тебя», основанная на одноимённом романе американской писательницы, Дженнифер Вайнер, в котором рассказывается об отношениях двух сестёр и их бабушки. Героиня Диас противостоит героиням Тони Коллетт и Ширли Маклейн. Картина получила позитивные отзывы критиков. Следующей работой в кино для Кэмерон стала романтическая комедия Нэнси Мейерс «Отпуск по обмену», в которой также были заняты Кейт Уинслет, Джуд Лоу и Джек Блек. В этом фильме она играет роль Аманды, американского продюсера, которая временно обменивается жильём с британкой. Фильм получил разные отзывы критиков, но это не помешало ему стать коммерчески успешным и собрать более 205 миллионов долларов по всему миру.
В 2007 году с участием Диас вышел лишь мультфильм «Шрек Третий». Несмотря на то, что он получил смешанные отзывы критиков, касса мультфильма составила 798 миллионов долларов по всему миру.
В 2008 году Кэмерон была задействована в съёмках фильма «Однажды в Вегасе», в котором её партнёром стал актёр, Эштон Кутчер. Это романтическая комедия о том, как два незнакомых человека просыпаются в одной кровати и обнаруживают, что поженились прошлой ночью и выиграли джекпот. Картина имела успех у зрителей, но получила негативные отзывы критиков.
В 2009 году Диас была занята в двух фильмах: в драме «Мой ангел-хранитель» и триллере «Посылка».

### 2010-е
В 2010 году журнал Forbes назвал Диас одной из самых богатых знаменитостей-женщин, отдав ей 60-е место в рейтинге. В этом же году Кэмерон озвучила принцессу Фиону в мультфильме «Шрек навсегда». Мультфильм получил смешанные отзывы критиков, однако собрал в прокате 752 миллиона долларов и стал пятым самым кассовым фильмом 2010 года. Также в этом году Диас снова встретилась на съёмочной площадке с Томом Крузом во время работы над фильмом «Рыцарь дня».
В 2011 году выходит ремейк киносериала «Зелёный Шершень», в котором Диас играет роль журналистки по имени Ленор Кейс. Картина получила много негативных отзывов от критиков, которые назвали ремейк «раздутым, затянутым и не смешным». Показ фильма во всех кинотеатрах закончился 21 апреля 2011 года и собрал 228 миллионов долларов в прокате. В этом же году Кэмерон приняла участие в съёмках фильма «Очень плохая училка» вместе с Джастином Тимберлейком. Ей досталась роль распутной, жадной до денег, учительницы чикагской средней школы, которая скандалит со своими учениками, увлекается спиртным и курит марихуану. Комедия получила негативные отзывы критиков, которые высказались о ней так: «несмотря на многообещающий сюжет и очаровательную игру Диас, Очень плохая училка не получилась такой уж смешной». Несмотря на это комедия собрала в прокате 216 миллионов долларов по всему миру.

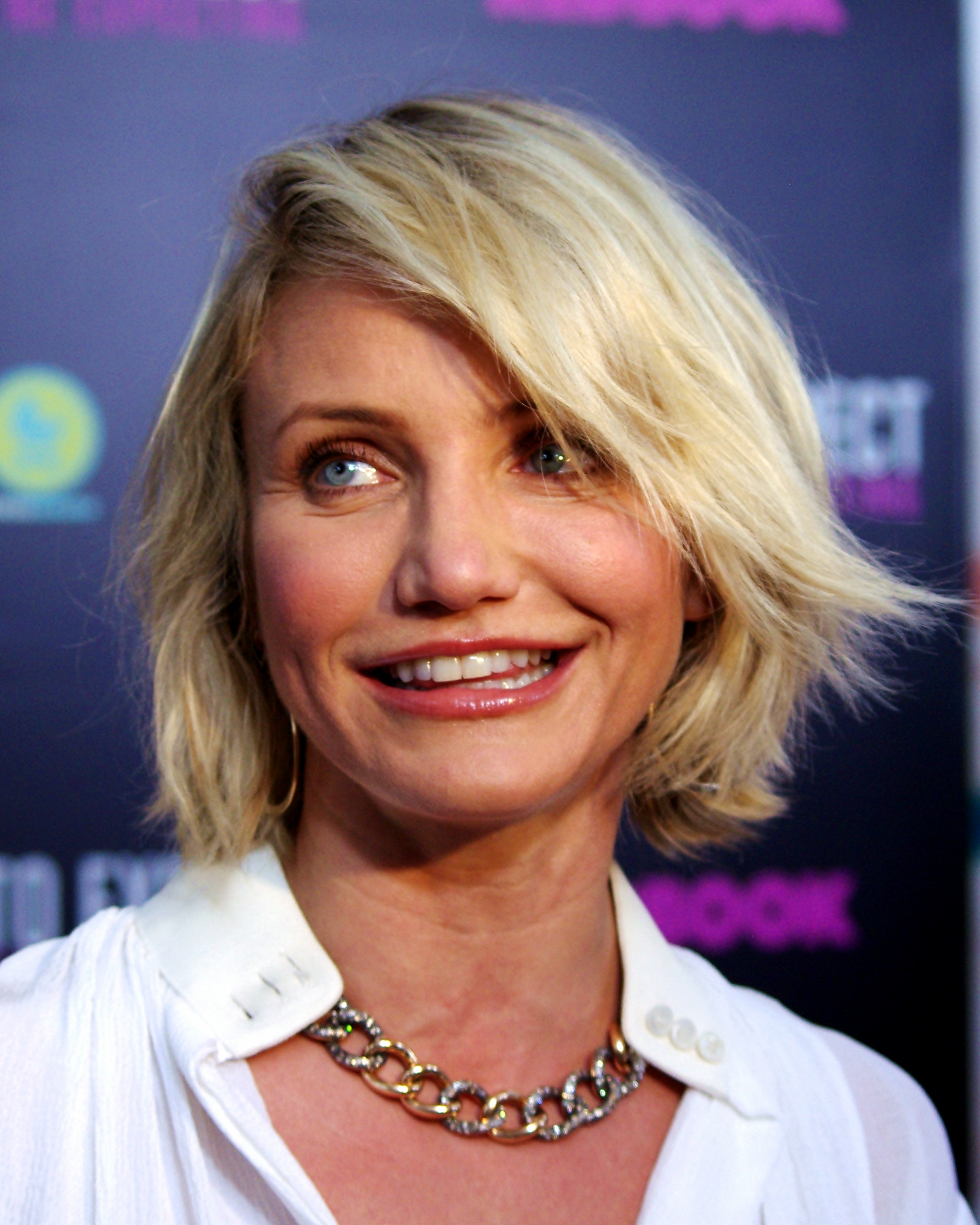
Кэмерон Диас в 2012 году на премьере фильма Чего ждать, когда ждёшь ребёнка в Нью-Йорке.

В 2012 году Диас была отобрана в актёрский состав фильма «Чего ждать, когда ждёшь ребёнка», основанного на книге с одноимённым названием. Кэмерон играет роль Джулис Баксерс, участницу шоу «Танцы со звездами», которая забеременела от своего партнера по танцам. Ещё до релиза фильм получил негативные отзывы критиков, но тем не менее собрал 84.4 миллиона долларов в прокате. В том же году вышел ремейк фильма 1966 года «Гамбит», получивший большей частью негативные отзывы критиков и собравший в прокате всего 10 миллионов долларов.
В 2013 году Кэмерон была занята лишь в одном фильме, «Советник». Её партнёрами по съёмочной площадке были: Майкл Фассбендер, Хавьер Бардем, Пенелопа Крус и Брэд Питт. В этом триллере об алчности, смерти и основных инстинктах людей, Диас сыграла патологическую врунью и социопатку, иммигрантку, которая ведёт светский образ жизни после своего тёмного прошлого стриптизёрши. Фильм был принят негативно, но игра Кэмерон была признана лучшей за последние годы её работы в кино.
В 2014 году с Диас выходит романтическая комедия «Другая женщина», где также снимались Лесли Манн и Кейт Аптон. Комедия получила негативные отзывы критиков, которые посчитали комедию «дешёвой», однако она собрала в прокате 24.7 миллиона долларов в течение трёх дней, а в общем 83.9 по Северной Америке и 196.7 миллионов долларов по всему миру. В том же году с Кэмерон выходит комедия «Домашнее видео: Только для взрослых», в которой она сыграла вместе с Джейсоном Сигелом супружескую пару, которые обнаруживают, что их кассета с домашним видео пропала. Хотя комедия получила негативные отзывы и провалилась в отечественном прокате, по всему миру она собрала 126 миллионов долларов и стала коммерчески успешной. Конечной работой Диас в кино стала киноадаптация одноимённого бродвейского мюзикла 1977 года «Энни», в ней она сыграла роль мисс Коллин Ханниган, жестокую работницу детского дома, в котором проживает главная героиня. Киноадаптация собрала 133 миллиона долларов в прокате, отзывы критиков были неоднозначны, они отметили игру Диас, но в конечном итоге решили, что она переборщила с образом женщины-вамп и была «слишком резкой и неприятной». Знаменитый критик Питер Трэверс из журнала Rolling Stone отозвался об игре Кэмерон так: «она переигрывает до истерии». После выхода «Энни» Диас сделала перерыв в актёрской карьере. В июле 2017 она заявила, что устала от бесконечных съёмочных перелётов и разъездов, а в марте следующего года призналась, что уходит из кино.
В конце 2013 Кэмерон выпустила книгу о здоровье под названием The Body Book: Feed, Move, Understand and Love Your Amazing Body, которую она написала в соавторстве с Сандрой Барк. В марте 2014 года книга заняла второе место в списке бестселлеров по версии The New York Times. В июне 2016 вышла вторая книга Диас, The Longevity Book: The Science of Aging, the Biology of Strength, and the Privilege of Time.
В июне 2022 года стало известно, что Кэмерон Диас получила роль в фильме «Снова в деле» от стримингового сервиса Netflix. В сентябре актриса подтвердила эту информацию в эфире шоу The Tonight Show, а декабре была замечена на съёмках в Лондоне.
Диас удостоена звезды на голливудской «Аллее славы» (номер 2386).

## Личная жизнь
C 1989 по 1994 Кэмерон встречалась с видео-продюсером, Карлосом де ла Торре.
С 1995 по 1998 год Кэмерон была в отношениях с актёром Мэттом Диллоном.
С 1999 года у неё были отношения с Джаредом Лето. В 2000 году они обручились, но в 2003 году расстались.
С 2003 Кэмерон встречалась с Джастином Тимберлейком, но пара рассталась в 2006 году. В октябре 2004 года произошёл инцидент между ними и папарацци. За пределами отеля, в котором Диас и Тимберлейк отдыхали, они столкнулись с папарацци. Когда он пытался сфотографировать их, они схватили его камеру. Фотографии этого инцидента появились в журнале «Us Weekly».
С июля 2010 года по сентябрь 2011 года встречалась с бейсболистом Алексом Родригесом.
В мае 2014 года стало известно, что Диас встречается с музыкантом Бенджи Мэдденом. 5 января 2015 года они поженились в их доме в Беверли-Хиллз. 30 декабря 2019 года у Диас и Мэддена родилась дочь — Рэддикс Хлоя Уайлдфлауэр Мэдден. 23 марта 2024 года пара объявила о рождении сына, Кардинала Мэддена.
15 апреля 2008 года, отец Кэмерон, Эмилио Диас, скончался в возрасте 58 лет от пневмонии.

## Фильмография

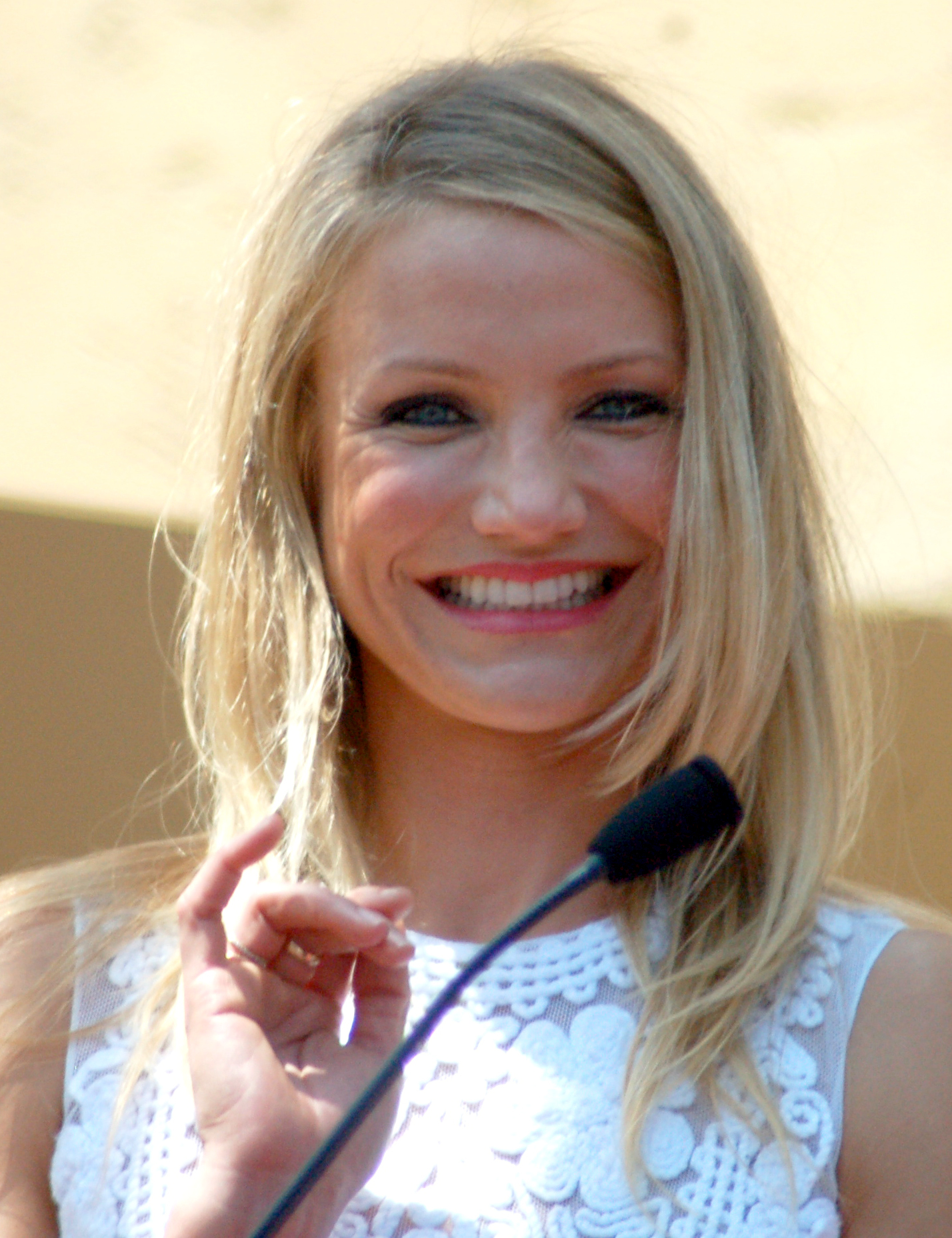
Кэмерон Диас на голливудской «Аллее славы» при открытии своей звезды.

| Год  |    | Русское название                    | Оригинальное название                      | Роль               |
| ---- | -- | ----------------------------------- | ------------------------------------------ | ------------------ |
| 1994 | ф  | Маска                               | The Mask                                   | Тина Карлайл       |
| 1995 | ф  | Последний ужин                      | The Last Supper                            | Джуд               |
| 1996 | ф  | Только она единственная             | She’s the One                              | Хизер              |
| 1996 | ф  | Чувствуя Миннесоту                  | Feeling Minnesota                          | Фредди Клейтон     |
| 1996 | ф  | Как удержаться на плаву             | Head Above Water                           | Натали             |
| 1997 | ф  | Ключи от Тулсы                      | Keys to Tulsa                              | Труди              |
| 1997 | ф  | Свадьба лучшего друга               | My Best Friend’s Wedding                   | Кимберли Уоллес    |
| 1997 | ф  | Жизнь хуже обычной                  | A Life Less Ordinary                       | Селина Навиль      |
| 1998 | ф  | Страх и ненависть в Лас-Вегасе      | Fear and Loathing in Las Vegas             | телерепортёр       |
| 1998 | ф  | Все без ума от Мэри                 | There’s Something About Mary               | Мэри Дженсен       |
| 1998 | ф  | Очень дикие штучки                  | Very Bad Things                            | Лора Гэррети       |
| 1999 | ф  | Невидимый цирк                      | The Invisible Circus                       | Фэйт               |
| 1999 | ф  | Мужской женский фильм               | Man Woman Film                             |                    |
| 1999 | ф  | Быть Джоном Малковичем              | Being John Malkovich                       | Лотти Шварц        |
| 1999 | ф  | Женские тайны                       | Things You Can Tell Just by Looking at Her | Кэрол Фэйбер       |
| 1999 | ф  | Каждое воскресенье                  | Any Given Sunday                           | Кристина Пагниачи  |
| 2000 | ф  | Ангелы Чарли                        | Charlie’s Angels                           | Натали Кук         |
| 2001 | мф | Шрек                                | Shrek                                      | Принцесса Фиона    |
| 2001 | ф  | Ванильное небо                      | Vanilla Sky                                | Джули Джиани       |
| 2002 | ф  | Милашка                             | The Sweetest Thing                         | Кристина Уолтерс   |
| 2002 | ф  | Особое мнение                       | Minority Report                            | женщина в метро    |
| 2002 | ф  | Банды Нью-Йорка                     | Gangs of New York                          | Дженни Эвердин     |
| 2003 | ф  | Ангелы Чарли: Только вперёд         | Charlie’s Angels: Full Throttle            | Натали Кук         |
| 2004 | мф | Шрек 2                              | Shrek 2                                    | Принцесса Фиона    |
| 2005 | ф  | Подальше от тебя                    | In Her Shoes                               | Мэгги Феллер       |
| 2006 | ф  | Отпуск по обмену                    | The Holiday                                | Аманда Вудс        |
| 2007 | мф | Шрек Третий                         | Shrek the Third                            | Принцесса Фиона    |
| 2008 | ф  | Однажды в Вегасе                    | What Happens in Vegas                      | Джой Макнелли      |
| 2009 | ф  | Мой ангел-хранитель                 | My Sister’s Keeper                         | Сара Фицджеральд   |
| 2009 | ф  | Посылка                             | The Box                                    | Норма Льюис        |
| 2010 | мф | Шрек навсегда                       | Shrek Forever After                        | Принцесса Фиона    |
| 2010 | ф  | Рыцарь дня                          | Knight and Day                             | Джун Хэвенс        |
| 2011 | ф  | Зелёный Шершень                     | The Green Hornet                           | Ленор (Кейси) Кейс |
| 2011 | ф  | Очень плохая училка                 | Bad Teacher                                | Элизабет Холси     |
| 2012 | ф  | Чего ждать, когда ждёшь ребёнка     | What to Expect When You're Expecting       | Джулс Бекстер      |
| 2012 | ф  | Гамбит                              | Gambit                                     | Пиджей Пузновски   |
| 2013 | ф  | Советник                            | The Counselor                              | Малкина            |
| 2014 | ф  | Другая женщина                      | The Other Woman                            | Карли Виттен       |
| 2014 | ф  | Домашнее видео: Только для взрослых | Sex Tape                                   | Энни Харгроу       |
| 2014 | ф  | Энни                                | Annie                                      | мисс Ханниган      |
| 2025 | ф  | Снова в деле                        | Back in Action                             | Эмили              |
| 2027 | мф | Шрек 5                              | Shrek 5                                    | Принцесса Фиона    |
|      | ф  | Исход                               | Outcome                                    |                    |
|      | ф  | Плохой день                         | Bad Day                                    |                    |

## Награды и номинации
Полный список наград и номинаций на сайте IMDb
| Награда                        | Год  | Категория                                                         | Работа                                              | Результат |
| ------------------------------ | ---- | ----------------------------------------------------------------- | --------------------------------------------------- | --------- |
| Золотой глобус                 | 1999 | Лучшая женская роль в комедия или мюзикле                         | Все без ума от Мэри                                 | Номинация |
| Золотой глобус                 | 2000 | Лучшая женская роль второго плана                                 | Быть Джоном Малковичем                              | Номинация |
| Золотой глобус                 | 2002 | Лучшая женская роль второго плана                                 | Ванильное небо                                      | Номинация |
| Золотой глобус                 | 2003 | Лучшая женская роль второго плана                                 | Банды Нью-Йорка                                     | Номинация |
| Премия Гильдии киноактёров США | 2000 | Лучшая женская роль второго плана                                 | Быть Джоном Малковичем                              | Номинация |
| Премия Гильдии киноактёров США | 2000 | Лучший актёрский состав                                           | Быть Джоном Малковичем                              | Номинация |
| Премия Гильдии киноактёров США | 2002 | Лучшая женская роль второго плана                                 | Ванильное небо                                      | Номинация |
| BAFTA                          | 2000 | Лучшая женская роль второго плана                                 | Быть Джоном Малковичем                              | Номинация |
| Сатурн                         | 2001 | Лучшая женская роль второго плана                                 | Ангелы Чарли                                        | Номинация |
| Сатурн                         | 2002 | Лучшая женская роль второго плана                                 | Ванильное небо                                      | Номинация |
| ALMA                           | 1998 | Лучшая женская роль                                               | Свадьба моего лучшего друга                         | Победа    |
| ALMA                           | 1999 | Лучшая женская роль                                               | Все без ума от Мэри                                 | Номинация |
| ALMA                           | 2000 | Лучшая женская роль                                               | Каждое воскресенье                                  | Победа    |
| ALMA                           | 2002 | Лучшая женская роль второго плана                                 | Ванильное небо                                      | Номинация |
| ALMA                           | 2007 | Лучшая женская роль                                               | Отпуск по обмену                                    | Номинация |
| ALMA                           | 2009 | Лучшая женская роль                                               | Мой ангел-хранитель                                 | Номинация |
| ALMA                           | 2011 | Лучшая женская роль в комедии или мюзикле                         | Очень плохая училка                                 | Номинация |
| ALMA                           | 2012 | Лучшая женская роль                                               | Чего ждать, когда ждёшь ребёнка                     | Номинация |
| Kids Choice Awards             | 2001 | Любимая киноактриса                                               | Ангелы Чарли                                        | Номинация |
| Kids Choice Awards             | 2001 | Bamp                                                              | Н/д                                                 | Победа    |
| Kids Choice Awards             | 2002 | Любимый голос из анимационного фильма                             | Шрек                                                | Номинация |
| Kids Choice Awards             | 2004 | Любимая киноактриса                                               | Ангелы Чарли: Только вперёд                         | Номинация |
| Kids Choice Awards             | 2005 | Любимый голос из анимационного фильма                             | Шрек 2                                              | Номинация |
| Kids Choice Awards             | 2008 | Любимый голос из анимационного фильма                             | Шрек Третий                                         | Номинация |
| Kids Choice Awards             | 2008 | Wannabe Awards                                                    | Н/д                                                 | Победа    |
| Kids Choice Awards             | 2011 | Любимый голос из анимационного фильма                             | Шрек навсегда                                       | Номинация |
| Kids Choice Awards             | 2015 | Любимая актриса                                                   | Энни                                                | Номинация |
| Kids Choice Awards             | 2015 | Любимый злодей                                                    | Энни                                                | Номинация |
| MTV Movie Awards               | 1995 | Лучший танец (совместно Джимом Керри)                             | Маска                                               | Номинация |
| MTV Movie Awards               | 1995 | Самая желанная актриса                                            | Маска                                               | Номинация |
| MTV Movie Awards               | 1995 | Лучшая женская роль                                               | Маска                                               | Номинация |
| MTV Movie Awards               | 1998 | Лучший танец                                                      | Жизнь хуже обычной                                  | Номинация |
| MTV Movie Awards               | 1999 | Лучшая женская роль                                               | Все без ума от Мэри                                 | Победа    |
| MTV Movie Awards               | 1999 | Лучший дуэт (совместно с Беном Стиллером)                         | Все без ума от Мэри                                 | Номинация |
| MTV Movie Awards               | 1999 | Лучший экранный дуэт (совместно с Беном Стиллером)                | Все без ума от Мэри                                 | Номинация |
| MTV Movie Awards               | 1999 | Лучший поцелуй (совместно с Беном Стиллером)                      | Все без ума от Мэри                                 | Номинация |
| MTV Movie Awards               | 2001 | Лучший момент                                                     | Ангелы Чарли                                        | Номинация |
| MTV Movie Awards               | 2001 | Лучший танец                                                      | Ангелы Чарли                                        | Номинация |
| MTV Movie Awards               | 2001 | Лучшая команда (совместно с Дрю Бэрримор и Люси Лью)              | Ангелы Чарли                                        | Номинация |
| MTV Movie Awards               | 2002 | Лучшая экранная команда (совместно с Эдди Мёрфи и Майком Майерсом | Шрек                                                | Номинация |
| MTV Movie Awards               | 2003 | Лучший поцелуй (совместно с Леонардо Ди Каприо)                   | Банды Нью-Йрка                                      | Номинация |
| MTV Movie Awards               | 2004 | Лучший танец (совместно с Дрю Бэрримор и Люси Лью)                | Ангелы Чарли: Только вперёд                         | Номинация |
| MTV Movie Awards               | 2007 | Лучший поцелуй (совместно с Джудом Лоу)                           | Отпуск по обмену                                    | Номинация |
| MTV Movie Awards               | 2014 | Лучший момент                                                     | Советник                                            | Номинация |
| MTV Movie Awards Mexico        | 2004 | Лучший взгляд                                                     | Ангелы Чарли: Только вперёд                         | Номинация |
| Teen Choice Awards             | 1999 | Выбор актрисы                                                     | Все без ума от Мэри                                 | Номинация |
| Teen Choice Awards             | 1999 | Самая худшая сцена                                                | Все без ума от Мэри                                 | Победа    |
| Teen Choice Awards             | 2000 | Выбор актрисы                                                     | Быть Джоном Малковичем                              | Номинация |
| Teen Choice Awards             | 2000 | Выбор актрисы                                                     | Каждое воскресенье                                  | Номинация |
| Teen Choice Awards             | 2002 | Выбор актрисы                                                     | Милашка                                             | Номинация |
| Teen Choice Awards             | 2002 | Выбор актрисы                                                     | Милашка                                             | Номинация |
| Teen Choice Awards             | 2003 | Лучший поцелуй с Леонардо Ди Каприо                               | Банды Нью-Йорка                                     | Номинация |
| Teen Choice Awards             | 2007 | Выбор актрисы                                                     | Отпуск по обмену                                    | Номинация |
| Teen Choice Awards             | 2008 | Выбор актрисы                                                     | Однажды в Вегасе                                    | Номинация |
| Teen Choice Awards             | 2009 | Выбор актрисы                                                     | Мой ангел-хранитель                                 | Номинация |
| Teen Choice Awards             | 2010 | Выбор актрисы                                                     | Рыцарь дня                                          | Номинация |
| Teen Choice Awards             | 2011 | Выбор актрисы                                                     | Очень плохая училка                                 | Победа    |
| Teen Choice Awards             | 2012 | Выбор актрисы                                                     | Чего ждать, когда ждёшь ребёнка                     | Номинация |
| Teen Choice Awards             | 2014 | Любимая химия на экране (совместно с Лесли Манн и Кейт Аптон)     | Другая женщина                                      | Номинация |
| Teen Choice Awards             | 2014 | Выбор актрисы                                                     | Другая женщина                                      | Номинация |
| Peoples Choice Awards          | 2006 | Любимая комедийная актриса                                        | Н/д                                                 | Номинация |
| Peoples Choice Awards          | 2007 | Любимая комедийная актриса                                        | Н/д                                                 | Победа    |
| Peoples Choice Awards          | 2012 | Любимая комедийная актриса                                        | Н/д                                                 | Номинация |
| Peoples Choice Awards          | 2013 | Любимая комедийная актриса                                        | Н/д                                                 | Номинация |
| Peoples Choice Awards          | 2015 | Любимая комедийная актриса                                        | Н/д                                                 | Номинация |
| Золотая малина                 | 2004 | Худшая актриса                                                    | Ангелы Чарли                                        | Номинация |
| Золотая малина                 | 2009 | Худшая актриса                                                    | Однажды в Вегасе                                    | Номинация |
| Золотая малина                 | 2009 | Худшая экранная пара (совместно с Эштоном Кутчером)               | Однажды в Вегасе                                    | Номинация |
| Золотая малина                 | 2015 | Худшая экранная пара (совместно Джейсоном Сигелом)                | Домашние видео: Только для взрослых                 | Номинация |
| Золотая малина                 | 2015 | Худшая актриса                                                    | Энни                                                | Номинация |
| Золотая малина                 | 2015 | Худшая актриса                                                    | Другая женщина, Домашнее видео: Только для взрослых | Победа    |